# Tramwaje w Baku
Tramwaje w Baku − zlikwidowany system komunikacji tramwajowej w Baku stolicy Azerbejdżanu, działający w latach 1924–2004.

## Historia
Tramwaje w Baku uruchomiono 8 lutego 1924 na trasie o długości 6,6 km. Miesiąc później długość linii wzrosła do 10,6 km za sprawą wydłużenia linii do Czernogo goroda. W wyniku ciągłej rozbudowy sieci tramwajowej w 1939 długość tras tramwajowych wzrosła do 117 km. Rozwój tramwaju w Baku trwał do lat 60. XX wieku. W następnych latach uruchomiono trolejbusy oraz metro, przez co tramwaje niemalże w całości zlikwidowano w centrum miasta. W 2000 r. rozpoczęto likwidację systemu, którą zakończono w styczniu 2004.

## Linie
Stan z 1980 r.
| Numer | Trasa                                    |
| ----- | ---------------------------------------- |
| 1     | 1-ci Mikrorayon – DK profsoyuzov         |
| 2     | Inglab küçəsi – DK profsoyuzov           |
| 3     | Səfərəliyeva küçəsi – Çernışevski küçəsi |
| 4     | Səfərəliyeva küçəsi – NZS kəndi          |
| 5     | Vorovski kəndi – Çernyaevski küçəsi      |
| 6     | Çernyaevski küçəsi – DK profsoyuzov      |
| 7     | Inglab küçəsi – DK profsoyuzov           |

## Tabor
W 2004 r. ilostan taboru był następujący:
| Zdjęcie        | Typ            | Eksploatacja od | Liczba |
| -------------- | -------------- | --------------- | ------ |
|                | KTM-5M3        | 1980            | 29     |
|                | TR2            | 1997            | 1      |
| Łączna liczba: | Łączna liczba: | Łączna liczba:  | 30     |